# Lee Byeong-guk
Lee Byeong-guk, conosciuto anche come Lee Syung-kook (이병국?; 4 settembre 1947), è un ex cestista e allenatore di pallacanestro sudcoreano.

## Carriera
Con la Corea del Sud ha disputato i Giochi asiatici di Bangkok 1966.
Da allenatore ha guidato la Corea del Sud ai Giochi olimpici di Atlanta 1996 e ai Campionati asiatici del 1997.